# Mark Atkins
Mark Atkins es un músico australiano  que interpreta el didgeridoo. Es descendiente de los yamijti, un pueblo del oeste de Australia. 
Aparte de virtuoso del didgeridoo, es también cuentacuentos, compositor y pintor. Ha trabajado con Robert Plant y Jimmy Page (de Led Zeppelin), Hothouse Flowers, Philip Glass y la Orquesta Filarmónica de Londres, entre otros.

## Discografía

### Solo
- Didgeridoo Concerto - 1994
- Didgeridoo Dreamtime - 1995
- City Circles - 1996

### Ankala
- Rhytms From The Outer Core - 1997
- Didje Blows The Game - 2000

### Kooriwadjula
- Kooriwadjula

- Datos: Q329914